# Parafia Zmartwychwstania Pańskiego w Łodzi
Parafia Zmartwychwstania Pańskiego w Łodzi – rzymskokatolicka parafia położona w dekanacie Łódź-Chojny-Dąbrowa archidiecezji łódzkiej.

## Historia parafii
Parafia została erygowana 14 maja 1989 przez biskupa Władysława Ziółka. Zrzesza ok. 6000 mieszkańców.

## Kościół parafialny
W 1996 przystąpiono do budowy kościoła (projekt architektów Mirosława Rybaka i Marka Grymina oraz konstruktora inż. Janusza Freya) w stylu modernistycznym, o konstrukcji żelbetowo-murowej.

## Dotychczasowi proboszczowie
1. ks. kanonik mgr Józef Dąbrowski (w latach 1989–1998)
2. ks. kanonik mgr Stanisław Łągwa (1998–2012)
3. ks. mgr Bogdan Marciniak (2011-2024)[1]
4. ks. Andrzej Borczyk (2024– )[1]

## Grupy parafialne
Asysta, Dzieci Boże, Komitet Budowy Kościoła, Kościół Domowy, ministranci, Oaza Żywego Kościoła, Rycerstwo św. Michała Archanioła, Zespół Charytatywny, Żywa Róża, schola dziecięca, zespół muzyczny

## Terytorium parafii
Ulice: Bałtycka, Bronisławy, Chłodnikowa, Codzienna, Ideowa, Ireny, Klasowa, Kominowa, Komorniki, Marii Konopnickiej, Kurczaki (od nr 42 i 81 do końca), Kwartalna, Lotna, Ogniskowa, Piesza, Płaska, Powtórna, Rolnicza, Społeczna, Strażnicza, Studzienna, Szumna, Świetna, Warneńczyka, Wigilijna, Witolda, Zygmunta (nr. nieparzyste 51-87 i parzyste 64-80), Osiedle Chojny Park